# Биргіш (комуна)
Биргіш (рум. Bârghiș) — комуна у повіті Сібіу в Румунії. До складу комуни входять такі села (дані про населення за 2002 рік):
- Ігішу-Векі (292 особи)
- Апош (275 осіб)
- Биргіш (772 особи) — адміністративний центр комуни
- Вечерд (133 особи)
- Злагна (183 особи)
- Пелішор (491 особа)

Комуна розташована на відстані 210 км на північний захід від Бухареста, 37 км на північний схід від Сібіу, 114 км на південний схід від Клуж-Напоки, 90 км на північний захід від Брашова.

## Населення
За даними перепису населення 2002 року у комуні проживали 2146 осіб.
Національний склад населення комуни:
| Національність | Кількість осіб | Відсоток |
| -------------- | -------------- | -------- |
| румуни         | 1722           | 80,2%    |
| цигани         | 285            | 13,3%    |
| угорці         | 117            | 5,5%     |
| німці          | 21             | 1,0%     |
| серби          | 1              | < 0,1%   |

Рідною мовою назвали:
| Мова      | Кількість осіб | Відсоток |
| --------- | -------------- | -------- |
| румунська | 1862           | 86,8%    |
| циганська | 151            | 7,0%     |
| угорська  | 118            | 5,5%     |
| німецька  | 15             | 0,7%     |

Склад населення комуни за віросповіданням:
| Релігія                                       | Кількість осіб | Відсоток |
| --------------------------------------------- | -------------- | -------- |
| православні                                   | 1905           | 88,8%    |
| реформати                                     | 104            | 4,8%     |
| греко-католики                                | 61             | 2,8%     |
| п'ятдесятники                                 | 44             | 2,1%     |
| баптисти                                      | 16             | 0,7%     |
| лютерани (Синодально-пресвітеріанська церква) | 11             | 0,5%     |
| лютерани (Аугсбурзького сповідання)           | 4              | 0,2%     |